# Anselm af Canterbury
Anselm af Canterbury (født 1033 i Aosta, Italien, død 21. april 1109 i Canterbury i England) var en italiensk teolog og filosof af benediktinerordenen. Han regnes for en af skolastikens grundlæggere. Anselm var ærkebiskop af Canterbury fra 1093 til 1109 og blev kirkelærer og helgen med festdag den 21. april.
Anselm skrev øvelser og meditationer helt i overensstemmelse med klosterlitteraturen, men dertil kom et nyt spekulativt element. Anselm citeres for Credo ut intelligam (latin: ”jeg tror for at jeg kan forstå”). Det har forbindelse til Gregor den Store (540-604) og den tidligere tradition med at troen, som hos Gregor først og fremmest er hjertets sag, kommer først, men dertil en ny lyst til også at forstå trosindholdet og forklare rationelt, hvorfor man tror, og mere konkret hvad man tror. I den forstand skete der noget nyt i Anselms periode på tærsklen til 1100-tallet.
Som ærkebiskop af Canterbury arbejdede Anselm for kirkens frihed.
Anselm ophøjedes til kirkelærer 1720. Otte hundrede år efter Anselms død promulgerede eller kundgjorde pave Pius X encyklikaen Communium Rerum i 1909, i hvilken Anselms skrifter kommenteres og hyldes.

## Anselms teologiske program
Anselm udtrykker sit teologiske program i første kapitel af skriftet Proslogion:
"Ikke søger jeg, Herre, at gennemtrænge din ophøjethed, for jeg sammenstiller på ingen måde min erkendelse med den; men jeg begærer i nogen grad at erkende din sandhed, som mit hjerte tror og elsker. Jeg prøver nemlig ikke at erkende for at jeg kan tro; men jeg tror, for at jeg kan erkende." Erkendelsen er derved troens erkendelse, intellectus fidei.
Fornuften skal finde de grunde, der står bag ved det, som kirken tror. Om dem bruger han ofte udtrykket "nødvendige grunde", rationes necessariae. "Fornuft" vil her sige logisk argumentation. Fornuftens rolle består derfor ikke i at bidrage med nyt indhold ud over troen, men i at belyse det indhold troen har, så at man indser, hvorfor det er sådan. 
Anselm søgte at beskrive forholdet mellem tro og viden med udtrykket fides quarens intellectum (latin for "troen, som søger en måde at forstå"). For Anselm stod tro og viden således ikke i et modsætningsforhold, men den rationelle kundskab kan ses som et resultat af troen. Dog er troen altid det grundlæggende for ham.

## Det ontologiske gudsbevis
I sit ontologiske gudsbevis, som Kant kaldte det, søgte Anselm at vise at Guds eksistens er indeholdt i selve gudsbegrebet. Forenklet forløber det således:
|  | Første præmis: |  | Gud er et fuldkomment væsen.               |
|  | Anden præmis:  |  | At være fuldkommen indebærer at eksistere. |
|  | Konklusion:    |  | Gud eksisterer.                            |

Hvis en ung mand skal beskrive sin idealkvinde, indebærer hans beskrivelse ikke, at denne idealkvinde faktisk eksisterer. Ifølge Anselm stiller det sig anderledes med Gud. Tænker vi os Gud som det fuldkomne væsen, kan han ikke mangle eksistens; da ville han jo ikke være fuldkommen. At vi tænker os Gud som fuldkommen, er for Anselm beviset for, at Gud også må findes.
Kant benægtede imidlertid, at "eksistens" kan være et prædikat på linje med fx "algod", "almagt" osv. som Gud kan tilskrives; men det interessante er, at Anselm begyndte at argumentere filosofisk, hvilket efterhånden førte til filosofiens løsrivelse fra teologien.

## Forsoningslære
Af stor betydning for vesterlandsk teologi var hans forsoningslære som han udlagde i Cur Deus Homo (latin: ”Hvorfor blev Gud menneske?”). Det var kun Gud der var i stand til at forsone Adams eller menneskenes synd, men soningsofferet måtte bæres frem af et menneske, og det var derfor Gud blev menneske i Jesus Kristus. Synden bestod i at menneskene havde vendt sig bort fra Gud, og denne krænkelse kunne straffes eller godtgøres ved satisfaktion.
Det er den såkaldte satisfaktionsteori, hvor inkarnationen er nødvendig for at redde Guds ære.

## Værker
- Monologion
- Proslogion
- Orationes sive Meditationes
- De Grammatico
- De Veritate
- De Libertate Arbitrii
- De Casu Diaboli, Epistola de Incarnatione Verbi
- Cur Deus Homo
- De Conceptu Virginali et Originali Peccato
- De Proccesione Spiritus Sancti
- Epistola de Sacrificio Azimi et Fermentati
- Epistola de Sacramenti Ecclesiae
- De Concordia Praescientiae et Praedestinationis et Gratiae Dei cum Libero Arbitrio
- De Anima
- Anselmus De monte Humulitatis